# Nerina Azerrad
Nerina "Neri" Elis Azerrad Parodi (ur. 27 lutego 2000) – argentyńska zapaśniczka walcząca w stylu wolnym. Brązowa medalistka mistrzostw panamerykańskich w 2019 roku.